# Dragarpengar
Dragarpengar var i Sverige den avgift, som vid tullbehandlingen vid tullstationen erlades av varuägaren för varans framförande till tullbehandlingsstället, uppackning, vägning och återinpackning med mera. Detta arbete utfördes på större tullplatser av särskilt packhuskarlslag. Taxan för den fastställdes för varje ort av Generaltullstyrelsen efter samråd med Kommerskollegium.